# Pardosa eiseni
Pardosa eiseni là một loài nhện trong họ Lycosidae.
Loài này thuộc chi Pardosa. Pardosa eiseni được Tord Tamerlan Teodor Thorell miêu tả năm 1875.